# Poiana cu narcise de la Negrași
Poiana cu narcise de la Negrași este o arie protejată (arie specială de conservare — SAC, sit de importanță comunitară — SCI) din România, desemnată în scopul protejării biodiversității și menținerii într-o stare de conservare favorabilă a florei spontane și faunei sălbatice, precum și a habitatelor naturale de interes comunitar aflate în arealul zonei protejate. Aceasta se întinde pe o suprafață de 4,6 ha, integral pe uscat.

## Localizare
Centrul sitului Poiana cu narcise de la Negrași este situat la coordonatele 44°36′05″N 25°08′37″E / 44.601253°N 25.143558°E. Situl se întinde pe teritoriul administrativ al comunei Negrași din județul Argeș.

## Înființare
Poiana cu narcise de la Negrași a fost declarat sit de importanță comunitară (ROSCI0203) în decembrie 2007 pentru a proteja un număr necunoscut de specii din flora spontană și fauna sălbatică aflate în arealul zonei. Situl a fost protejat și ca arie specială de conservare (ROSAC0203) în mai 2022. Acesta include rezervația naturală Poiana cu narcise Negrași.

## Biodiversitate
Situată în ecoregiunea continentală, aria protejată conține 3 habitate naturale: Cursuri de apă de la nivel de câmpie la nivel montan, cu vegetație Ranunculion fluitantis și Callitricho-Batrachion, Fânețe de joasă altitudine (Alopecurus pratensis, Sanguisorba officinalis), Pajiști aluvionare inundabile, de Cnidion dubii.
La baza desemnării sitului se află un număr nedeclarat de specii protejate.
Pe lângă speciile protejate, pe teritoriul sitului au mai fost identificate 1 specie de plante, 2 specii de amfibieni, 3 specii de mamifere, 2 specii de reptile.